# Melomys leucogaster
Melomys leucogaster — вид гризунів родини мишевих (Muridae). Зустрічається в Західному Папуа, Індонезії та Папуа-Новій Гвінеї. Вид мешкає в дуплах дерев у вологому тропічному лісі. Menzies (1996) повідомляє, що він зустрічається на безлісних прибережних островах. Також може траплятися в порушених середовищах існування. Самиця народжує двох дитинчат.